# (7584) Ossietzky
(7584) Ossietzky ist ein Asteroid des äußeren Hauptgürtels, der am 9. April 1991 vom deutschen Astronomen Freimut Börngen an der Thüringer Landessternwarte Tautenburg (IAU-Code 033) entdeckt wurde.
Der Asteroid wurde zu Ehren des deutschen Schriftstellers, Journalisten und Pazifisten Carl von Ossietzky (1889–1938) benannt, der mit dem Friedensnobelpreis 1935 ausgezeichnet wurde.